# Angaagaa
Angaagaa (parfois Angaagau ou Angaga) est une petite île inhabitée des Maldives. Elle constitue une des îles-hôtel des Maldives, accueillant le Angaagau Island Resort & Spa depuis 1989.

## Géographie
Angaagaa est située dans le centre des Maldives, au centre de l'atoll Ari, dans la subdivision de Alif Dhaal. 